# 拟肋藤壶属
拟肋藤壶属（学名：Pseudoctomeris）为小藤壶科的一个属。:83–84

## 下级分类
本属包括以下物种：
- Pseudoctomeris sulcata (Nilsson-Cantell, 1932)